# Lambert Leisewitz
Lambert Leisewitz (* 15. August 1846 in Bremen; † 29. Juni 1909 in Bremen) war ein deutscher Kaufmann und Mitglied der Bremischen Bürgerschaft.

## Biografie
Leisewitz war der Sohn des Bremer Kaufmanns Frant Leisewitz. absolvierte eine kaufmännische Lehre. Er war dann im Tabakhandel in Bremen tätig. Er heiratete 1872 Helene Rutenberg (1852–1934), beide hatten Kinder. 1870 wurde er Teilhaber der Tabakfirma Bornemann, Leisewitz & Co. In der von seinem Schwiegervater Baumeister Lüder Rutenberg 1873 gegründeten Kaiserbrauerei – später Beck & Co. – übernahm er 1882 die Leitung. Er erweiterte und modernisierte den Betrieb. Nachdem Rutenberg sich aus der Brauerei zurückgezogen hatte, traten 1890 Leisewitz und Georg Wertgen als persönlich haftende Gesellschafter in die Brauerei ein. 1886 wurde er Mitglied der Handelskammer Bremen und war 1897 Präses der Handelskammer.
Mit Christoph Hellwig Papendieck war er einer der Förderer der Nordwestdeutsche Gewerbe- und Industrieausstellung von 1890 in Bremen. Von 1893 bis 1899 war er Mitglied der Bremer Bürgerschaft. Von 1891 bis 1909 war er Vorsitzender des Allgemeinen Bremer Turnvereins (ABTV), aus dem der ATSV von 1860 hervorging. 1900 kaufte er das Gut Fickmühlen (später Gut Valenbrook genannt) in Bad Bederkesa.
Sophie von Engelbrechten (1874–1969) war seine Tochter.
Die Lambert-Leisewitz-Brücke im Bürgerpark Bremen wurde nach ihm benannt.